# آبشار پرلینگ‌بروک
آبشار پورلینگ بروک (به انگلیسی: Purlingbrook Falls) آبشاری است که در کوئینزلند، استرالیا واقع شده و ارتفاع کلی ریزشگاه آن نامشخص است.